# Virginia Wade
Sarah Virginia Wade OBE (sinh ngày 10 tháng 7 năm 1945) là một cựu vận động viên quần vợt chuyên nghiệp người Anh. Cô đã giành được ba chức vô địch đơn Grand Slam và bốn chức vô địch đôi nam nữ, và là tay vợt nữ người Anh duy nhất trong lịch sử giành được danh hiệu ở cả bốn giải Grand Slam. Cô được xếp hạng cao nhất ở vị trí số 2 thế giới trong nội dung đánh đơn, và số 1 thế giới trong nội dung đánh đôi.
Thành công nổi tiếng nhất của Wade là vô địch Wimbledon năm 1977, kỷ niệm một trăm năm của giải đấu và là năm của Kỷ niệm bạc của Nữ hoàng Elizabeth II. Nữ hoàng đến giải Wimbledon này lần đầu tiên kể từ năm 1962 để xem trận chung kết. Wade là tay vợt người Anh gần đây nhất vô địch một giải đơn lớn cho đến khi Andy Murray vô địch Mỹ mở rộng 2012, và là tay vợt nữ người Anh gần đây nhất giành được danh hiệu đơn lớn cho đến khi Emma Raducanu vô địch Mỹ mở rộng 2021. Sau khi từ giã sự nghiệp thi đấu quần vợt, Wade đã chuyển qua làm huấn luyện quần vợt trong 4 năm và cũng đã làm việc như một nhà bình luận quần vợt và nhà phân tích quần vợt cho BBC, Eurosport và CBS ở Mỹ.